# The American Journal of Psychiatry
The American Journal of Psychiatry – recenzowane czasopismo naukowe zawierające artykuły z dziedziny psychiatrii. Jest oficjalnym periodykiem Amerykańskiego Towarzystwa Psychiatrycznego i najbardziej poczytnym czasopismem psychiatrycznym na świecie.
W 1844 powstał „The American Journal of Insanity”. W 1892 czasopismo zostało kupione przez Amerykańskie Towarzystwo Psychiatryczne, które w 1921 roku zmieniło jego nazwę na „The American Journal of Psychiatry”.
„The American Journal of Psychiatry” jest najczęściej cytowanym czasopismem psychiatrycznym. W 2015 roku periodyk został zacytowany 41 752, a jego impact factor za ten rok wyniósł 13,505, co uplasowało go na 3. miejscu wśród 142 czasopism psychiatrycznych. Na polskiej liście czasopism punktowanych przez Ministerstwo Nauki i Szkolnictwa Wyższego z 2015 roku „The American Journal of Psychiatry” otrzymało maksymalną liczbę punktów – 50
SCImago Journal Rank czasopisma za 2015 rok wyniósł 5,218, dając mu:
- 4. miejsce na 493 periodyki w kategorii „psychiatria i zdrowie psychiczne”,
- 5. miejsce wśród 436 czasopism w kategorii „sztuka i nauki humanistyczne”.